# Духнович Олександр Васильович
Духнович Олександр Васильович (словац. Alexander Duchnovič; 24 квітня 1803, Тополя, Пряшівщина, Словаччина — 30 березня 1865, Пряшів) — закарпатський греко-католицький священник, письменник, педагог, поет і культурний діяч. Вважається будителем русинів. 

## Життєпис

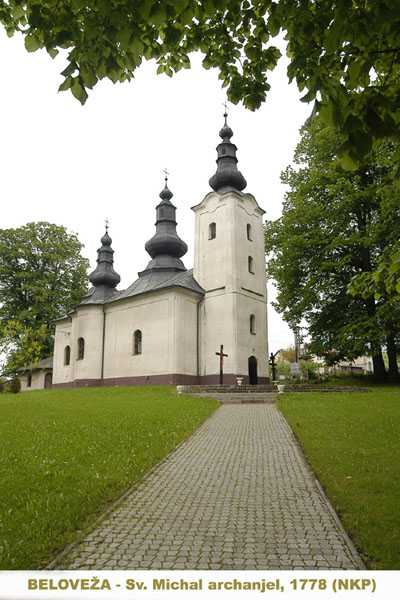
Церква в Біловежі, де служив Духнович

Олександр Духнович народився 24 квітня 1803 року в селі Тополя, поблизу Снини. Батьками його були греко-католицький священник Василь Дмитрович Духнович і Марія Іванівна, до шлюбу Гербер. За сімейним переказом, який Олександру Духновичу в дванадцятирічному віці розповів його дід, їх рід мав російське походження. Дід повідав Олександру, що їх предок походив з Москви і мав прізвище Черкаський. Він був одним із ватажків Стрілецького бунту, після придушення якого йому вдалося втекти з кількома товаришами, серед яких були Гербер і Брилла. Через Польщу він вирушив до Угорщини, де оселився в селі Тополя під Буковськими горами, назвавшись Духновичем. Там він став співаком місцевої дерев'яної церкви, а згодом був помічений місцевими священниками, які переконали його одружитися і стати ієреєм. Взявши у дружини дочку одного зі священників, попрямував в Мукачівський монастир, де був посвячений у ієреї і отримав парафію в селі Тополя, яка переходила до його нащадків.
Незабаром після народження Духновичі переїхали в село Стакчин, де Олександр провів своє дитинство. Крім нього в сім'ї був ще один син і чотири дочки. У шість років Олександр почав вчитися грамоти, першим його вчителем став дядько, Дмитро Гербер, що навчав його з букваря, псалтиря та часослова. Олександр Духнович був старанним учнем, і навчання доставляло йому велику радість.
У дев'ять років Олександр Духнович продовжив навчання в Ужгородській школі, угорською мовою. Юний Духнович піддавався глузуванням і знущанням, оскільки погано говорив по-мадярськи. Але незабаром він навчився мови так, що говорив нею не гірше ніж на своїй рідній говірці. Закінчивши навчання в Ужгороді в 1823 році, він ще два роки навчався в гімназії в Кошицях. Звідти він був переведений в Ужгородську семінарію, де вивчав богослов'я до 1827 року.
Після закінчення семінарії був висвячений на священника і за пропозицією єпископа Тарковича направлений до Пряшівської консисторії, де вступив на службу в єпархіальну канцелярію, під начальство секретаря та єпархіального нотаріуса Василя Поповича, який згодом став Мукачівським єпископом. В 1830 році, не ужившись з єпископом Тарковичем, що мав важкий характер, Духнович залишив службу в Пряшеві й переїхав до Ужгорода, де влаштувався домашнім учителем сина піджупана Ужгородської столиці Стефана Петрова. Але життя в будинку цього великосвітського чиновника обтяжувало Духновича, і через два роки він вирішив повернутися на службу в канцелярію. А вже в 1833 році його призначили парохом у село Хмелева (тоді Комлоша або Комлошпатак), наступного року він був переведений в село Біловежу близько Бардейова. В 1838 році О. Духновича призначили нотаріусом Ужгородської консисторії Мукачівської єпархії, де він отримав доступ до багатих бібліотек, в яких містилося багато літератури російською мовою. Захоплення читанням послужило для нього стимулом до письменницької діяльності. Духнович зайнявся вивченням історії рідного краю, богослов'я, драматургією, історією права, педагогікою, став складати вірші. У 1843 році був призначений каноніком в Пряшівський собор, де і служив до своєї смерті. У 1848 році він був призначений благочинним у Пряшеві.
На старість у Духновича почала розвиватися водянка, і він сім місяців пролежав у ліжку. 18 (30) березня 1865 Олександр Духнович помер, причастившись перед смертю з рук єпископа Йосифа Гаганця.

## Літературно-просвітницька діяльність Духновича
Творити літературні тексти почав угорською і латиною. Відколи зорієнтувався на Росію, писав «язичієм». Він перейнявся ідеями освіти селян шляхом поширення російської літературної мови, яку вважав загальним надбанням всього російського народу, як в Російській імперії, так і в «Карпатській Русі». Літературна діяльність Духновича почалася в період його керівництва парафією в Біловежі. Там він почав вивчати церковнослов'янську і російську мови, збирати народні пісні. В 1847 році він видав свою першу книгу — карпаторуський буквар під назвою «Книжица читалная для начинающих».

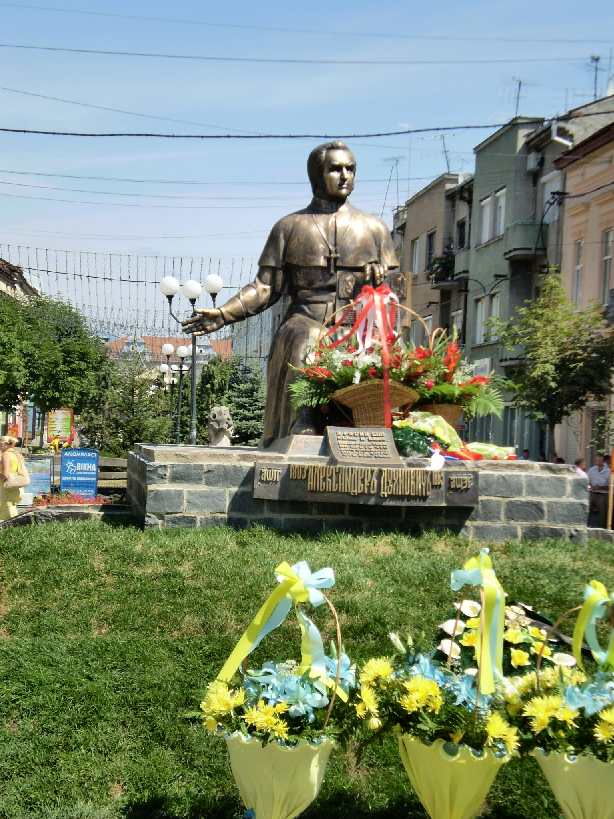
Пам'ятник Духновичу в Мукачеві

Літературну діяльність розпочав у 1829 р. Належав до так званих будителів. Прогресивне значення їх культурно-освітньої роботи дещо зменшується тим, що, протестуючи проти мадяризації русинів, вони ігнорували живу народну мову, писали здебільшого язичієм. Лише в окремих журналах найталановитіші з них, як О. Духнович, О. Павлович, зверталися до народної мови. Заснував 1850 року в Пряшеві «Литературное заведение», навколо якого об'єдналися тодішні літературні сили, видав кілька альманахів та календарів, буквар «Книжица читальная для начинающих» (1847), підручник з географії, «Историю Пряшевской епархии» (Петроград, 1877), «Истинную историю карпато-росов» (Москва, 1914), був організатором і видавцем періодики.
Видавав російською мовою газету «Церковная газета» (1856–1857, Пешт), з 1858 р. — «Церковный Вестник для русинов Австрийской державы». Перша українська газета на Закарпатті (друкувалася язичієм) — «Світ» (1867–1871), але до її виходу в світ О. Духнович не дожив.
О. Духнович — автор багатьох віршованих творів, двох п'єс «Добродетель превышает богатство» (1850), «Головний тарабанщик» (1863). Свої статті і вірші друкував у «Зорі Галицькій» (Львів), «Віснику» (Відень), «Церковній газеті» (Будапешт), «Слові» (Львів). Все, що написав народною мовою, є найкращим з його спадщини (поезії «Вручаніє», «Піснь простонародна», «Голос радості», «Піснь земледільця весною», «Мирослав у Будині», «Жизнь русина», «Руський марш», «Послідняя моя піснь», твори для дітей — «О ділах шкільських», «О спровованню дітей в школі», «Надгробноє вепру», «Жаба», «Муха» та численні інші). У більшості поетичних творів використовував характерний для української поезії XIX ст. коломийковий вірш. Народна мова (лемківський говір) переважає також у його п'єсах.
В 1862 році заснував у Пряшеві освітньо-допомогове товариство «Общество св. Йоанна Хрестителя».
Іван Франко називав його «людиною, без сумніву, доброї волі і не малих здібностей, хоч і заплутаною у мовні та політичні доктрини». Москвофільські погляди Духновича (що закарпатці, як і галичани, є частиною великого «русского» народу) нині відкинуті самою історією. Зате його гаряча переконаність, що обабіч Карпат живуть одні й ті самі люди, той самий народ — підтвердилася.

### Зв'язок просвітителя зГаличиною

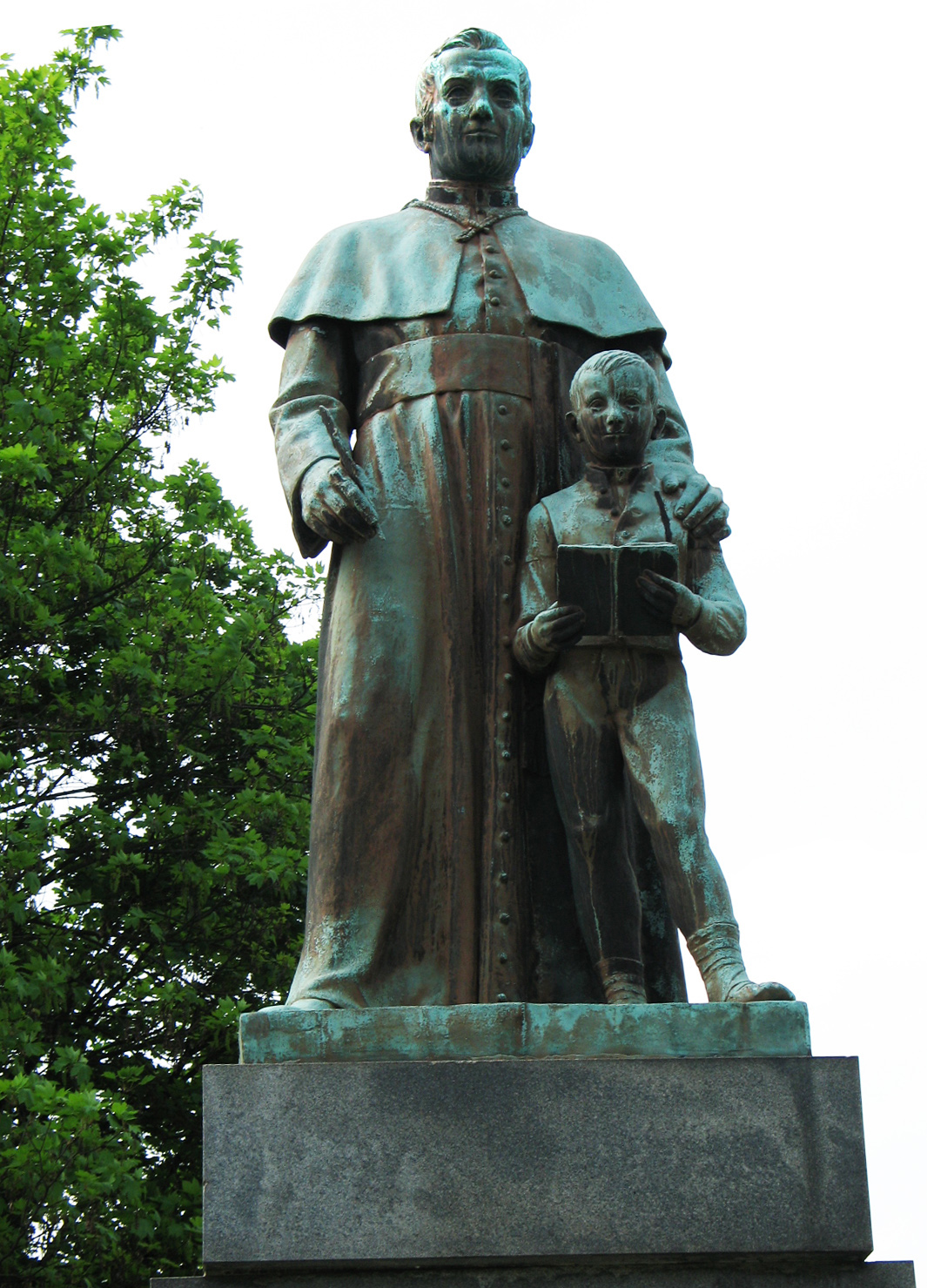
Пам'ятник Духновичу в Пряшеві. Скульпторка Олена Мондич-Шиналі

Важко знайти серед закарпатців іще одного такого «галичанофіла», яким був Духнович. Своїх адресатів у Галичині він називав не інакше, як «братами», «приятелями», хоча побував там лише двічі за життя. Вони відплачували закарпатському будителеві такою самою приязню.
Деякі факти з життя греко-католицького священника-просвітника:
- Перша стаття Олександра Духновича побачила світ у часописі «Зоря Галицька» (1849).
- Перший народний календар Духновича вийшов у Галичині («Поздравленіе русинов на Новий год» 1850).
- Перша і єдина друкована за життя п'єса Духновича «Добродітель превишает багатство» вийшла в Галичині (Перемишль, 1850).

У Галичині вийшли такі основоположні праці Духновича як «Народная педагогія в пользу училищ і учителей сельских», «Краткій землепис для угорських Русинов», «Состояніе Русинов в Угорщині», «Правила чина св. Василія Великого в Угорщині».
Найпопулярнішу книжку Духновича «Хліб душі» (молитви і пісні для християн східного обряду) за 25 років перевидавали вісім разів. Із них шість разів — у Галичині.
Найтісніше листування в Духновича було з відомим галицьким діячем Яковом Головацьким.
Свої основні рукописи Духнович заповів на зберігання саме галичанам. Зокрема, збірку прозових та поетичних творів, етнографічне дослідження «О народах Крайнянских, или Карпатороссах угорских», філософську працю «Естественно духовния рассужденія», які подарував Руському народному дому в Львові, про що свідчить і його власноручний напис. Великою мірою завдяки цьому вони збереглися й дійшли до наших днів.
Галичанам Духнович подарував єдиний свій прижиттєвий портрет.
Найбільше некрологів на смерть Духновича опублікували галицькі часописи. Чотири повідомлення вийшли у Львові, три — у Відні й два — у Будапешті.
Найбільше нарисів і досліджень про Духновича у перші 25 років по його смерті з'явилось у Галичині. Таким чином, саме тамтешня громадськість стала першим популяризатором закарпатського будителя.
«Вибрані твори» Духновича видало першим створене за галицьким зразком в Ужгороді товариство «Просвіта» 1922 року. Це вже потім, після Першої світової війни, політичні біженці з царської Росії підняли його на свій триколірний прапор, адже виходили з його москвофільських поглядів.

## Вшанування пам'яті

### Пам'ятники та інші об'єкти
Духнович вважаються за культову фігуру для русинів — етнографічної групи українців у східноєвропейських країнах переважно греко-католицької конфесії. Пам'ятники Духновичу зведені в кількох містах, на його честь були названі Товариство імені Олександра Духновича, Театр Олександра Духновича, Премія Олександра Духновича (дві різні — міста Мукачева та Міжнародної русинської академії) та ін.
У Львові в місцевості Богданівка протягом 1946—1963 років існувала вулиця Духновича (від 1963 року — частина вулиці Окружної).

### Спекуляції на спадщині та імені Духновича

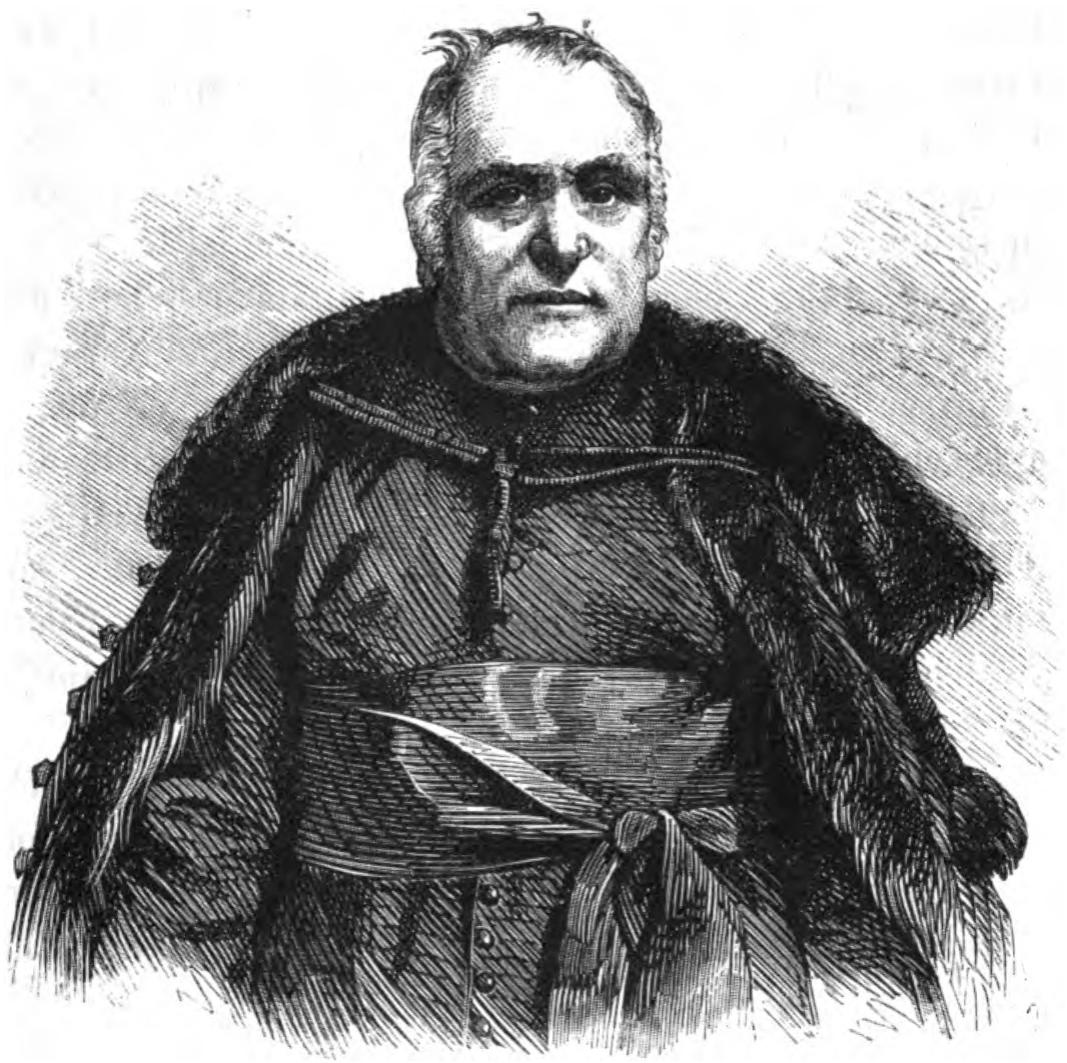
Alexander Vasilijevič Duchnovič
(Slavische Blätter, 1 (1865), p. 211)

Просвітник писав власною макаронічною мовою, яку називав «язичієм», досить своєрідною з точки зору сучасного українця, оскільки вона фактично увібрала в себе елементи російської, церковнослов'янської та закарпатських діалектів україноруської і отже була чимось на зразок суржика, що є цілком нормальним у контексті тої ситуації, що відбувалася в регіоні в ті часи за відсутності в україноруського народу власної державності, така ж сама ситуація існувала тоді і на українських землях інших регіонів України, коли народна мова мала певні характерні місцеві особливості, що не заважало однак українцям почуватися єдиною спільнотою. Проблеми виникли лише у наш час, коли дана ситуація дала підстави окремим політичним колам у власних політичних інтересах, передусім окремим політикам Закарпаття, а також іноземним політикам Європи і Росії подавати закарпатських українців, русинський субетнос україноруського народу, як окремий народ з окремою мовою та історією, хоча всіма визнано, що «русини», як вживав Духнович у своїх творах, так само як і «козаки» у творах Шевченка, Куліша і інших українських письменників Наддніпрянщини — це одна з багатьох самоназв україноруського козацького народу, які він витворив у процесі власного багатовікового історичного розвитку.

При цьому ім'я Олександра Духновича використовується для створення образу основоположника окремої русинської мови і літератури, нібито відмінних від україноруської в цілому. Апологети цього погляду, однак, забувають, що сам письменник свідомо вважав русинів Закарпаття «єдним тілом» з русинами (українцями) Галичини й «Поділля» (Наддніпрянщини); ця ідея виразно простежується в його поезіях «Голос радості», «Поздравленіє» тощо, статті «Состояніє русинів в Угорщині» (1849), а також у факті послідовного співробітництва з Головною Руською Радою (Львів, 1848–1849) та її друкованими органами.
Бо свої то за горами — не чужі:
Русь, єдина, мисль одна у всіх в душі;
То і Пастир, що для всіх там єсть отцем,
Помнит, що ми также братя-Русь жієм!
А жієм тут тим же серцем і душой,
З тим же словом і во вірі той самой,
Так, що єсли хто боліє як-нибудь,
Нашой братьи біль такий же тисне грудь.
(«Голос радості»)
Приклад поезії живою народною мовою:
Подувай, вітрику,
Подувай легенько,
Най моя миленька
Спочине тихенько.
Двигнися печально
В глубокой жалобі,
Не дерзай віяти
На єй чорном гробі.
(«Тоска на гробі милой»)

## Твори

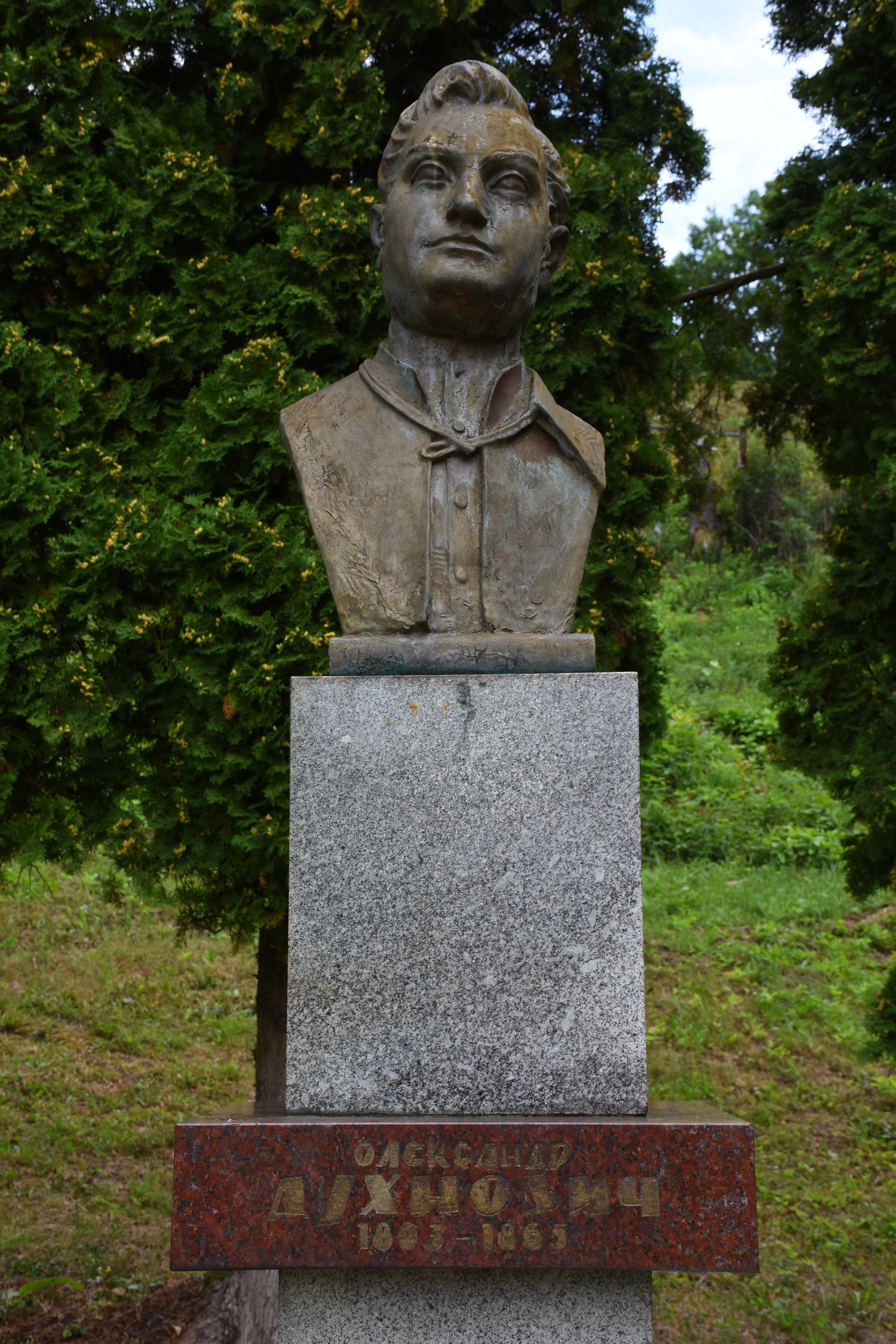
Пам'ятник О. Духновичу на його батьківщині, в селі Тополя (Словаччина).

Автор багатьох віршів, драми «Добродетель превышает богатство» (1850), комедії «Головний тарабанщик» (1863), повісті «Милен и Любица» (1851); підручників «Книжица читальная для начинающих» (1847), «История Пряшевской епархии» (Петроград, 1877), «Истинной истории карпато-росов» (1853, 1914); видавець альманахів і календарів.
- Книжица читальная для начинающих. — Будапешт, 1847.
- Corpus Juris Canonici — Пряшів, 1847
- История Пряшевской епархии. — 1848.
- Месяцеслов. — Пряшев, 1850, 1851, 1854, 1857.
- Истинная история карпатороссов. [Архівовано 22 грудня 2017 у Wayback Machine.] — 1853.
- Сокращенная грамматика письменного русского языка. — Буда, 1853.
- Народная педагогия. — Львів, 1857.
- Короткий землепис. — 1857.
- Литургический катехизис. — 1857.
- Хлеб души. — 1857.
- Духнович О. Твори в 4-х томах. — Т. 1. / Вступ. стаття «О. Духнович. Життя i діяльність О. Рудловчак» — с. 15—168; упоряд. — О. Рудловчак, В. Микитась; коментарі та словник О. Рудловчак, В. Микитась. — Пряшів: Словацьке педагогічне видавництво у Братиславі. Відділ української літератури в Пряшеві (далі: СПВ — ВУЛ), 1968. — 791 с.
- Духнович О. Твори в 4-х томах. — Т. 2. / Вступ стаття «О. В. Духнович i його педагогічні погляди» — с. 9—94. — Ф. Науменка, М. Ричалки; примітки, словник, покажчик I. Мацинського. — Пряшів: СПВ — ВУЛ, 1967. — 735 с.
- Духнович О. Твори в 4-х томах. — Т. 3. / Упоряд., вступ. стаття «Невтомний оратай закарпатоукраїнського журналістського поля» — с. 11—108, примітки, коментарі, додатки О. Рудловчак. — Пряшів: СПВ — ВУЛ, 1989. — 608 с.
- Духнович О. Твори /Упоряд. О. Рудловчак; вступ. ст. Ю. Бача; прим. Д. Федака, — Ужгород: Карпати, 1993. — 250 с.
- Духнович О. Вибрані твори / Упорядкування, вступна стаття «Сходинки у безсмертя: життєвий і творчий шлях Олександра Духновича» (5-16), підготовка текстів та примітки Д. М . Федаки. — Ужгород: ВАТ «Видавництво „Закарпаття“, 2003. — 568 с.)